# Spirit (banda)
Spirit fue una banda de rock estadounidense, formada en 1967 en Los Ángeles, California. Tras una larga y azarosa historia, el grupo dejó de existir como tal debido a la muerte de su líder Randy California en 1997.

## Historia

### Primeros álbumes
En 1968 aparece el LP debut homónimo, el cual alcanzó el puesto N.º 31 en el Billboard 200, y se mantuvo por más de ocho meses en los charts; el disco mostraba resabios del jazz iniciático y elaborados arreglos de cuerdas, siendo su álbum más abiertamente psicodélico.
Del mismo modo el grupo es convocado por el director francés Jacques Demy para realizar la banda de sonido de su película Model Shop, estrenada en 1969, sin embargo la banda sonora no se publicaría oficialmente hasta el año 2005.
Hacia fines del mismo 1968 es lanzado el segundo álbum: The Family That Plays Together, embarcándose Spirit en una gira con unos -por entonces- flamantes Led Zeppelin de grupo soporte, por aquellos tiempos Led Zeppelin versionaban el tema "Fresh Garbage" de Spirit, incluido en uno de sus extensos "medley" en directo. Años posteriores, los descendientes de Randy California demandarían a Plant/Page por plagio de su canción "Taurus" en la famosa Stairway to Heaven.
En 1969 es editado el tercer disco, Clear, una vez más por Ode Records. Aunque este sería el último trabajo de Spirit con esa compañía, el disco alcanzó el puesto N.º 55 en los charts americanos de álbumes.

### Twelve Dreams of Dr. Sardonicus y principio de los años 1970
Hacia 1970 son fichados por el sello multinacional Epic Records, y empiezan a trabajar en lo que es ampliamente considerado como su mejor álbum: Twelve Dreams of Dr. Sardonicus (Doce sueños del Dr. Sardonicus), lanzado a fines de ese mismo año.
Este LP, de corte conceptual, está incluido entre obras importantes del art rock de aquellos tiempos, como The Dark Side of the Moon, la ópera rock Tommy, o The Lamb Lies Down on Broadway, por citar algunos casos análogos, abarcando sus doce canciones temáticas acerca de la fragilidad de la existencia y la complejidad de la experiencia vital humana.
Este disco es asimismo remarcable por sus innovaciones sonoras, por ejemplo el uso del sintetizador Moog modular.
Twelve Dreams of Dr. Sardonicus fue el único disco de Spirit certificado oro, estatus que alcanzó -sin embargo- recién en 1976.
Andes y Ferguson abandonaron el grupo tras la gira promocional, para formar el conjunto hard rock Jo Jo Gunne, y Randy California quedó momentáneamente inactivo tras un accidente montando a caballo, decidiendo luego abocarse a su carrera en solitario, por lo que Cassidy y Locke convocaron a los hermanos Al y Christian Staehely para cubrir tales defecciones, y grabar un quinto LP: Feedback, que fue editado en 1972.
Tras Feedback -álbum volcado a un rock duro convencional, con letras poco profundas- el grupo se disolvería por primera vez: éste sería el único disco de Spirit sin Randy California, quien por 1972 lanzaba su primer LP en solitario: Kapt. Kopter and the (Fabulous) Twirly Birds, el cual contó con la colaboración del exbajista de The Jimi Hendrix Experience: Noel Redding.

### Mediados a fines de los años 1970
Hacia 1974 Ed Cassidy llamó a Randy California (quien se había radicado en Hawái), para tratar de recomponer la banda, California retornó a América y empezaron a trabajar en nuevo material de estudio.
La cantidad ingente de material grabado se cristalizó en la edición de un álbum doble, lanzado en mayo de 1975: Spirit of '76, aunque ya no por Epic, compañía con la cual habían agotado su contrato, sino por Mercury Records.
A fines de ese mismo año (1975) lanzan otro LP de estudio: Son of Spirit, consistente en temas tomados de las mismas sesiones de Spirit of '76, que habían quedado afuera de la edición de dicho álbum.
Cabe agregar que los músicos que acompañaron a California y Cassidy para estas grabaciones fueron el bajista Barry Keane, y un tal Benji, en clavecín y sintetizadores.
Tras esto Mark Andes y John Locke retornan al grupo, para grabar el álbum Farther Along, el cual ve la luz a mediados de 1976, el álbum incluye al hermano de Andes, Matt, en guitarra y coros, y una versión orquestada de uno de sus más significativos temas: "Nature's Way" (original de Twelve Dreams of Dr. Sardonicus).
No obstante Mark Andes y John Locke se alejarían de Spirit una vez más, tras un confuso incidente durante un concierto en el "Santa Monica Civic Auditorium", en Los Ángeles, incidente del cual fue también parte el músico Neil Young, amigo de la banda.
Para el siguiente disco, Future Games (1977), Cassidy y California reclutan al vocalista Terry Anderson y al teclista Joe Kotleba, como sustitutos, y comienzan un nuevo tour, grabando consecuentemente un disco en directo (Live Spirit) publicado en 1977, aunque Randy California se volvería a marchar en 1979, señalando la segunda separación de la banda.

### Años 80
En 1981, mientras desarrollaba su carrera como solista, Randy California lanza The Adventures of Kaptain Kopter & Commander Cassidy in Potato Land, LP consistente en viejas cintas grabadas en 1973, con Ed Cassidy y John Locke, convenientemente adecentadas en estudio; curiosamente este disco de archivo fue el único álbum de Spirit en obtener cierta repercusión en Gran Bretaña, debido a su difusión por parte de la señal BBC.
En 1982 California edita un segundo LP en solitario: Euro-American, mientras que en diciembre de ese mismo año la formación original vuelve a reunirse, para trabajar en un álbum que finalmente vería la luz en 1984, titulado The Thirteenth Dream (El decimotercer sueño), jugando con el título de su disco más famoso.
Este álbum, publicado como Spirit of '84 en EE.UU, consistía en material híbrido, regrabaciones de viejas canciones, más algunas nuevas, fue grabado de manera digital, algo aún novedoso para 1982, y fue el primer disco de Spirit editado en CD, en Alemania en 1984 por Mercury Records.
Tras este LP, Randy California alternó su tiempo entre su carrera solista y Spirit, en solitario lanzó dos nuevos trabajos, Restless y Shattered, de 1985 y 1986 respectivamente, mientras que con Spirit, siempre junto a Ed Cassidy, se dedicó a tocar en vivo. En 1988 California consigue un contrato con I.R.S. Records, John Locke vuelve al grupo, y graban Rapture in the Chambers, aunque el disco pasa desapercibido, mientras que en 1990, ya sin Locke, y con el bajista-vocalista Mike Nile, lanzan Tent of Miracles de manera independiente.

### Los años 1990 y el fin de Spirit
Ed Cassidy y Randy California -de hecho los pilares de Spirit y únicos miembros permanentes- continuaron girando y tocando a lo largo de los años 90. Finalmente, en 1996 aparece el que sería el último álbum de la banda: California Blues, con un ya septuagenario Ed Cassidy en batería y coros, Randy California en guitarra y voz, Matt Andes en guitarra, Steve Loria en bajo, y Rachel Andes en voz, primera y única integrante femenina de la banda.
El álbum contó con invitados destacados como el exguitarrista de The Doors Robby Krieger, o el músico galés Spencer Davis, amén de un John Locke que participó como invitado por sus excompañeros.
El 2 de enero de 1997 Randy California murió ahogado en Hawái, mientras surfeaba con su hijo, al tratar de rescatarlo de una corriente de resaca en la que quedó atrapado. El hecho marcó el fin de la banda tácitamente, aunque Ed Cassidy tocó eventualmente con una formación llamada Spirit Revisited tras la muerte de California, Cassidy falleció el 6 de diciembre de 2012, a los 89 años, mientras que John Locke murió en 2006.

### Alineación original
La alineación original provenía de una banda angelina, The Red Roosters, los cuales incluían a Randy California (guitarra, vocales), Mark Andes (bajo) y Jay Ferguson (percusión, vocales), uniéndoseles entonces el padrastro de Randy California, Ed Cassidy (batería) y el tecladista John Locke. 
Cassidy (nacido en 1923) era ya un cuarentón al formarse la banda, unos 20 años mayor que la edad promedio del resto del grupo, siendo inmediatamente reconocible por su cabeza rapada y su gusto por vestir de negro.
Al principio su música se volcaba fuertemente hacia el jazz, y se llamaban Spirits Rebellious (nombre tomado de un libro de Gibran Jalil Gibran), pero poco tiempo después el nombre fue acortado simplemente a Spirit. Randy California también había tocado con Jimi Hendrix (en ese entonces conocido como Jimmy James) en Jimmy James and the Blue Flames, en 1966.

## Discografía

### Álbumes de estudio
- Spirit (Ode, 1968) #31
- The Family That Plays Together (Ode, 1968) #22
- Clear (Ode, 1969) #55
- Twelve Dreams of Dr. Sardonicus (Epic, 1970)  #63
- Feedback (Epic, 1972) #63
- Spirit of '76 (Mercury, 1975) #147
- Son of Spirit (Mercury, 1975)
- Farther Along (Mercury, 1976) #179
- Future Games (Mercury, 1977)
- The Adventures of Kaptain Kopter & Commander Cassidy in Potato Land (Rhino, 1981)
- The Thirteenth Dream/Spirit of '84 [Título en EE. UU.]  (Mercury, 1984)
- Rapture in the Chambers (I.R.S., 1988)
- Tent of Miracles (Dolphin, 1990)
- California Blues (1996)

### Álbumes en vivo
- Live Spirit (Potato, 1977)
- Made in Germany (1978; en vivo; Randy California, Ed Cassidy, Larry Knight; publicado en 1997)
- Live at la Paloma (Live 1995)
- Live at the Rainbow 1978 (en vivo en 1978; publicado en 2000)
- Live From the Time Coast (en vivo en 1989 - 1996; publicado en 2004)

### Sencillos
- "Mechanical World" (1968)
- "I Got A Line On You" (1969) #25
- "Dark Eyed Woman" (1969)
- "1984" (1970) #69
- "Animal Zoo" (1970) #97
- "Mr. Skin" (1973) #92